# Dizzy Mizz Lizzy (album)
 Der er for få eller ingen kildehenvisninger i denne artikel, hvilket er et problem. Du kan hjælpe ved at angive troværdige kilder til de påstande, som fremføres i artiklen.

Dizzy Mizz Lizzy er den danske musikgruppe Dizzy Mizz Lizzys debutalbum.
Det blev solgt i mere end 250.000 eksemplarer i Danmark. Det blev dermed den mest solgte rockplade nogensinde i Danmark takket være hits som "Silverflame", "Barbedwired Baby's Dream", "Love Is a Loser's Game", "Glory" og "Waterline". Albummet slog også igennem i Japan, hvor der blev solgt 100.000 eksemplarer.
Albumcoveret er et billede af pigen Vera, som var Tim Christensens bedstemors søster, der døde som 12-årig.

## Spor
| Dizzy Mizz Lizzy | Dizzy Mizz Lizzy           | Dizzy Mizz Lizzy | Dizzy Mizz Lizzy | Dizzy Mizz Lizzy | Dizzy Mizz Lizzy | Dizzy Mizz Lizzy | Dizzy Mizz Lizzy | Dizzy Mizz Lizzy | Dizzy Mizz Lizzy |
| #                | Titel                      | Længde           |                  |                  |                  |                  |                  |                  |                  |
| ---------------- | -------------------------- | ---------------- | ---------------- | ---------------- | ---------------- | ---------------- | ---------------- | ---------------- | ---------------- |
| 1.               | "Waterline Intro"          | 0:29             |                  |                  |                  |                  |                  |                  |                  |
| 2.               | "Waterline"                | 4:03             |                  |                  |                  |                  |                  |                  |                  |
| 3.               | "Barbedwired Baby's Dream" | 3:07             |                  |                  |                  |                  |                  |                  |                  |
| 4.               | "Love is a Loser's Game"   | 3:47             |                  |                  |                  |                  |                  |                  |                  |
| 5.               | "Glory"                    | 3:47             |                  |                  |                  |                  |                  |                  |                  |
| 6.               | "67 Seas in Your Eyes"     | 4:38             |                  |                  |                  |                  |                  |                  |                  |
| 7.               | "Silverflame"              | 5:12             |                  |                  |                  |                  |                  |                  |                  |
| 8.               | "Love Me a Little"         | 4:01             |                  |                  |                  |                  |                  |                  |                  |
| 9.               | "Mother Nature's Recipe"   | 3:06             |                  |                  |                  |                  |                  |                  |                  |
| 10.              | "...And So Did I"          | 4:41             |                  |                  |                  |                  |                  |                  |                  |
| 11.              | "Wishing Well"             | 3:34             |                  |                  |                  |                  |                  |                  |                  |
| 12.              | "Hidden War"               | 4:44             |                  |                  |                  |                  |                  |                  |                  |
| 13.              | "For God's Sake"           | 3:55             |                  |                  |                  |                  |                  |                  |                  |
| 14.              | "Too Close to Stab"        | 5:10             |                  |                  |                  |                  |                  |                  |                  |
| 15.              | "For God's Sake Outro"     | 0:48             |                  |                  |                  |                  |                  |                  |                  |
| 55:02            |                            |                  |                  |                  |                  |                  |                  |                  |                  |